# Scirpus wichurae
Scirpus wichurae är en halvgräsart som beskrevs av Johann Otto Boeckeler. Scirpus wichurae ingår i släktet skogssävssläktet, och familjen halvgräs.

## Underarter
Arten delas in i följande underarter:
- S. w. asiaticus
- S. w. wichurae

## Bildgalleri

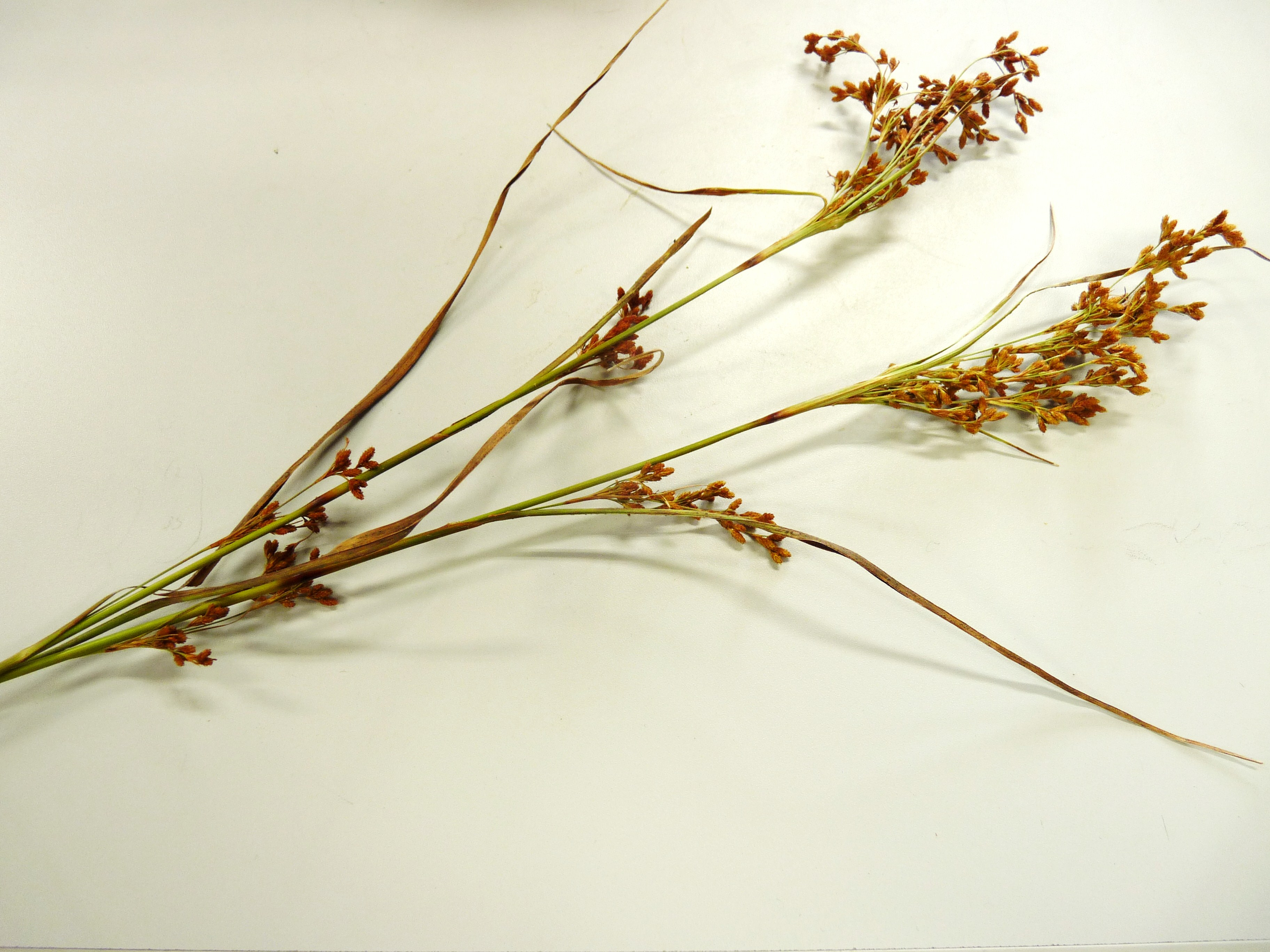